# Papažani
Papažani su naseljeno mjesto u sastavu Grada Laktaši, Republika Srpska, BiH.

## Stanovništvo
| Papažani           |              |
| godina popisa      | 1991.        |
| Srbi               | 418 (89,13%) |
| Hrvati             | 1 (0,21%)    |
| Muslimani          | 0            |
| Jugoslaveni        | 26 (5,54%)   |
| ostali i nepoznato | 24 (5,12%)   |
| ukupno             | 469          |